# Jardín Botánico Handayama
El Jardín Botánico Handayama en japonés: 岡山市半田山植物園 es un jardín botánico que se encuentra en Okayama, Japón. Su código de identificación internacional es  OKAY.

## Localización y horario
- Handayama Botanical Garden, 2-1319 Kitagata, Okayama-Shi, Okayama, Japón
- Teléfono:
- Abren diariamente excepto los jueves y hay que pagar una tarifa de entrada.

## Historia
El jardín botánico fue creado en 1953, aprovechando la ladera de una colina que domina la ciudad.

## Colecciones
El jardín botánico contiene actualmente unas 3.000 especies de plantas arboladas y herbáceas del Japón y del extranjero
Las colecciones más notables incluyen: 
- Acer
- Camellias
- Rosaleda, con especies silvestres y variedades cultivares

El Jardín Korakuen se encuentra en su proximidad